# Primitív cella

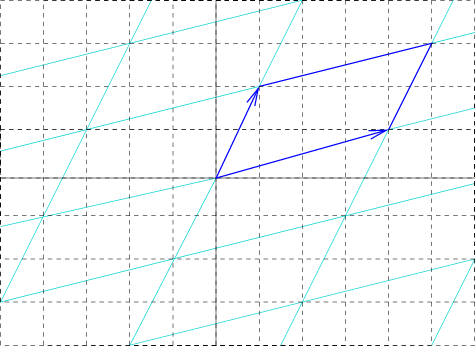
A kétdimenziós rácsok egy lehetséges primitív cellája a primitív bázisvektorok által kifeszített paralelogramma

A kristálytanban és a szilárdtestfizikában primitív cellának nevezzük a minimális méretű elemi cellát. A primitív cellák tehát a kristályrács elemi építőkövei, azok a legkisebb alakzatok, melyekből megfelelő transzlációs műveletekkel az egész kristályrács felépíthető.

## Jellemzői
A primitív cella egyben elemi cella is, így belőle megfelelő transzlációs lépésekkel a kristályrács felépíthető. Például egy háromdimenziós rácsban megadhatók az {\displaystyle {\vec {a}}_{1},{\vec {a}}_{2},{\vec {a}}_{3}} primitív bázisvektorok, melyek egyrészt kifeszítenek egy paralelepipedon alakú térfogatot (mely primitív cella), másrészt velük a rács bármely transzlációs vektora kifejezhető:
{\displaystyle T=\alpha {\vec {a}}_{1}+\beta {\vec {a}}_{2}+\gamma {\vec {a}}_{3}},
ahol {\displaystyle T} transzlációs vektor, és {\displaystyle \alpha ,\beta ,\gamma } egész számok bármely értékére a transzlációs vektor a rácsot önmagába viszi.
Egy adott rács esetén általában többféleképpen megadható a primitív cella, de ezek térfogata a definíció értelmében megegyezik egymással. A primitív bázisvektorokkal kifejezhető az általuk kifeszített paralelepipedon {\displaystyle V_{p}} térfogata, mely a fentiek szerint az adott rácshoz tartozó összes primitív cella térfogatával megegyezik:
{\displaystyle V_{p}=\left|{\vec {a}}_{1}\cdot ({\vec {a}}_{2}\times {\vec {a}}_{3})\right|}.
Az elemi cellák esetében általában úgy számolják a cellához tartozó pontok számát, hogy minden rácspontot elosztanak annyifelé, ahogy cella osztozik rajtuk. Azaz ha egy rácspont két cellához is tartozik, mindkét cellában fél-fél rácspontként veszik figyelembe. Az elemi cellákhoz általában tartozhat egy, vagy több rácspont is, de a primitív cellákhoz a rácsnak csak egyetlen rácspontja tartozik.
A primitív cella egy speciális esete a Wigner–Seitz-cella, mely a szomszédos rácspontokat összekötő szakaszok felezőmerőlegesei által határolt térfogat.

## Kétdimenziós primitív cella
Kétdimenziós rácsban a primitív cella választható úgy, hogy paralelogramma legyen. Speciális esetekben szögei lehetnek derékszögűek, oldalai pedig páronként, vagy mind azonosak.
| paralelogramma(Monoklin) | rombusz(Ortorombos) | téglalap(ortorombos) | négyzet(tetragonális) |

## Háromdimenziós primitív cella
Egy háromdimenziós rácsban a primitív rácsvektorok paralelepipedon térfogatot feszítenek ki, melynek jellemzői alapján a rács kategorizálható. Speciális esetekben a paralelepipedon egyes szögei megegyezhetnek, illetve egyes oldalak páronként vagy mind azonosak lehetnek.
| paralelepipedon (triklin) | rombusz alapú ferde hasáb (monoklin) | paralelogramma alapú hasáb (monoklin) | rombusz alapú hasáb (ortorombos) | Téglatest (ortorombos) | négyzet alapú hasáb (tetragonális) | egyenlő szögű paralelepipedon (romboéderes) | kocka (köbös) |

## Fordítás
Ez a szócikk részben vagy egészben  a   Primitive cell című angol Wikipédia-szócikk ezen változatának fordításán alapul.  Az eredeti cikk szerkesztőit annak laptörténete sorolja fel. Ez a jelzés csupán a megfogalmazás eredetét és a szerzői jogokat jelzi, nem szolgál a cikkben szereplő információk forrásmegjelöléseként.